# Ray & Anita
Ray & Anita es un dúo neerlandés de eurodance formado en 2009, constituido por el rapero Ray Slijngaard y la cantante Anita Doth. Ambos alcanzaron la fama a principios de la década de 1990 liderando la formación 2 Unlimited, que era la creación de los productores belgas Jean-Paul DeCoster y Phil Wilde. Entre 1991 y 1996 lanzaron 16 éxitos que consiguieron los puestos más altos en las listas de ventas de muchos países como Get ready for this, Twilight Zone, No Limit, Tribal Dance o The real thing.

## Trayectoria
El 11 de abril de 2009, Ray y Anita se reunieron para actuar juntos por primera vez en 13 años en el concierto I love the 90's en Hasselt, Bélgica donde interpretaron los grandes éxitos de 2 Unlimited. Posteriormente, hicieron lo mismo en el concierto de la emisora neerlandesa Radio 538 en el Día de la Reina en la plaza del museo (Museumplein) en Ámsterdam ante decenas de miles de personas el 30 de abril y luego en un concierto de Milk Inc., en Amberes, Bélgica, el 25 de septiembre.
Después de varios meses de especulaciones, el 29 de diciembre se confirmó que el dúo sacaría a la venta una nueva canción a comienzos de 2010 llamada In da name of love. 
El nombre del dúo es Ray & Anita y no 2 Unlimited ya que Jean-Paul DeCoster no les ha dado permiso para usarlo ya que tiene los derechos sobre el nombre. Phil Wilde sí ha participado en el nuevo proyecto.
La canción In da name of love debutó en la última lista del Tipparade de 2009 en el puesto número 28. Alcanzó el primer puesto en el Dutch Dance Top 30 y el número 3 en el Belgium Dance Top 30.
El sencillo salió a la venta el 22 de enero de 2010, aunque tiempo atrás ya estaba disponible en la tienda iTunes y en el sitio de la Radio 538. El vídeo se estrenó el 30 de enero y puede verse en Youtube.
Anita dijo en una entrevista en la RTL Boulevard que padece cáncer de mama y que seguirá actuando pero con menos frecuencia.
En julio de 2012, Ray y Anita anunciaron a través de sus páginas de Facebook que iban a trabajar nuevamente bajo el nombre de 2 Unlimited después de reconciliarse con el dueño de la banda, el productor belga Jean Paul DeCoster.

## Discografía
| Año  | Sencillo           | Mejor posición en listas | Mejor posición en listas | Mejor posición en listas | Álbum |
| Año  | Sencillo           | HOL Single T100          | HOL Dutch T40            | BEL (Fla)                | Álbum |
| ---- | ------------------ | ------------------------ | ------------------------ | ------------------------ | ----- |
| 2010 | In da name of love | 4                        | 6                        | 26                       | TBA   |
| 2012 | Nothing 2 Lose     | —                        | —                        | —                        | TBA   |